# Royal Rumble 2012
Royal Rumble 2012 was een pay-per-viewevenement in het professioneel worstelen dat geproduceerd werd door de WWE. Dit evenement was de 25ste editie van Royal Rumble en vond plaats in het Scottrade Center in Saint Louis (Missouri) op 29 januari 2012.

## Matchen
| Nr.                                                                          | Match | Winnaar(s)                              |
| ---------------------------------------------------------------------------- | --- | --------------------------------------- |
| -                                                                            | Heath Slater vs. Yoshi Tatsu in een Dark Match (niet uitgezonden) | Yoshi Tatsu                             |
| 1                                                                            | Daniel Bryan (c) vs. The Big Show vs. Mark Henry in een Triple Threat Steel Cage match voor De World Heavyweight Championship                                                                    | Daniel Bryan (c)                        |
| 2                                                                            | Kelly Kelly, Eve Torres, Alicia Fox en Tamina vs. The Divas of Doom (Beth Phoenix & Natalya) en The Bella Twins in een Acht-Diva tag team match                                                  | The Divas of Doom en The Bella Twins    |
| 3                                                                            | John Cena vs. Kane in een een-op-eenmatch | Gelijkspel. Beide kregen een count-out. |
| 4                                                                            | Drew McIntyre vs. Brodus Clay in een een-op-een match | Brodus Clay                             |
| 5                                                                            | CM Punk (c) vs. Dolph Ziggler in een een-op-eenmatch voor het WWE Championship met John Laurinaitis als special guest referee. Vickie Guerrero en Jack Swagger worden gebannen aan de ringzijde. | CM Punk (c)                             |
| 6                                                                            | 30-man "Royal Rumble" match | Sheamus1                                |
| (c) huidige kampioen voor en na de match \| (nc) nieuwe kampioen na de match | |                                         |

1 De winnaar krijgt zijn keuze voor een WWE Championship of een World Heavyweight Championship match op WrestleMania XXVIII.

### Deelnemers Royal Rumble
Rood ██ en "Raw" duid een Raw superster aan, blauw ██ en "SD" duid een SmackDown superster aan en goud ██ duid een WWE-legende aan.
| Draw | Entree            | Brand   | Orde | Geëlimineerd door | Tijd  |
| ---- | ----------------- | ------- | ---- | ----------------- | ----- |
| 1    | The Miz           | Raw     | 25   | Big Show          | 45:40 |
| 2    | Alex Riley        | Raw     | 1    | Miz               | 1:15  |
| 3    | R-Truth           | Raw     | 2    | Miz               | 4:58  |
| 4    | Cody Rhodes       | SD      | 24   | Big Show          | 41:57 |
| 5    | Justin Gabriel    | SD      | 4    | Foley & Rodriguez | 6:11  |
| 6    | Primo             | Raw     | 3    | Foley             | 1:56  |
| 7    | Mick Foley        | Raw     | 8    | Rhodes            | 6:32  |
| 8    | Ricardo Rodriguez | Raw     | 5    | Marella           | 2:18  |
| 9    | Santino Marella   | Raw     | 7    | Rhodes            | 2:30  |
| 10   | Epico             | Raw     | 6    | Foley             | 0:11  |
| 11   | Kofi Kingston     | Raw     | 18   | Sheamus           | 17:57 |
| 12   | Jerry Lawler      | Raw     | 9    | Rhodes            | 0:43  |
| 13   | Ezekiel Jackson   | SD      | 11   | Khali             | 3:46  |
| 14   | Jinder Mahal      | SD      | 10   | Khali             | 1:18  |
| 15   | The Great Khali   | SD      | 14   | Rhodes & Ziggler  | 7:31  |
| 16   | Hunico            | SD      | 16   | Kharma            | 9:03  |
| 17   | Booker T          | SD      | 13   | Rhodes & Ziggler  | 4:42  |
| 18   | Dolph Ziggler     | Raw     | 26   | Big Show          | 19:48 |
| 19   | Jim Duggan        | Legende | 12   | Rhodes            | 0:57  |
| 20   | MichaelCole       | Raw     | 15   | Booker T & Lawler | 1:24  |
| 21   | Kharma            | Raw     | 17   | Ziggler           | 1:00  |
| 22   | Sheamus           | SD      | -    | WINNAAR           | 22:20 |
| 23   | Road Dogg         | Legende | 19   | Barrett           | 4:56  |
| 24   | Jey Uso           | SD      | 20   | Orton             | 7:03  |
| 25   | Jack Swagger      | Raw     | 23   | Big Show          | 7:59  |
| 26   | Wade Barrett      | SD      | 21   | Orton             | 3:55  |
| 27   | David Otunga      | Raw     | 22   | Jericho           | 3:15  |
| 28   | Randy Orton       | SD      | 28   | Jericho           | 5:46  |
| 29   | Chris Jericho     | Raw     | 29   | Sheamus           | 11:34 |
| 30   | Big Show          | SD      | 27   | Orton             | 1:52  |